# Эстерка
Эсте́рка, полное имя — Эстерка Малах (пол. Esterka, Esterka Małach, XIV век) — славившаяся своей красотой и умом еврейка, которая жила в Казимеже в XIV веке. Согласно краковскому епископу летописцу Яну Длугошу Эстерка была любовницей, затем женой польского короля Казимира III Великого. До сих пор существуют споры о реальном историческом существовании Эстерки.

## Биография
Эстерка была внучкой известного еврейского торговца и врача из Опочно и, как пишет Ян Длугош, «знала многие тайны медицины». От короля Казимира III имела двух сыновей: Немира и Пелку.
Самым ранним упоминанием об Эстерке является запись Яна Длугоша в его летописи 1386 года, где он пишет, что Эстерка влияла на политику Казимира Великого в отношении еврейского вопроса:

«Ad preces quoque praefatae Ester judeae et concubinae, exorbitantes praerogativas et libertates per literas singulis judaeis in regno Poloniae habitantibus, quae falso scriptae ab aliquibus insimulabantur, et quibus divina majestas contumeliatur et offenditur, concessit, quarum factor olidus etiam in hane diem perseverat». (Благодаря просьбам фаворитки и любовницы еврейки Эстер (Казимир Великий) выдавал привилегии и свободы в своих письмах для евреев, проживающих в Польском королевстве, которые были обвинены некоторыми и его божественное величие совершило ошибку, предоставив им привилегии. И это продолжается до сих пор).

Мартин Бельский в своей хронике «Kronika wszystkiego świata» пишет, что Казимир Великий «любил чешку Рокичанку, которая имела редкостную красоту, но затем отвергнул её и на её место взял еврейку Эстерку».
Любовные отношения Казимира Великого и Эстерки оставили следы в истории Малой Польши, особенно в Кракове и в его пригороде еврейском селении Казимеже. До 50-х годов XX столетия в парке, окружавшем Королевский дворец, находился курган, носивший имя Эстерки.

## Сыновья
Сыновья Эстерки Пелко и Немир были крещены и стали родоначальниками нескольких дворянских польских родов. Для развития правовых и торговых отношений между евреями, поляками и немцами Пелко был направлен в Кониц, а его брат Немир в 1363 году на юго-запад в Нижнюю Силезию участвовать в основании города Нова-Руда. В 1398 году у Немира родился сын Тимофей. В 1431 Тимофей перебрался в Брюгге обучаться искусству, в то время как в Польше назревала Польско-тевтонская война (1431-1435).

## Память
- В Казимеже до сих пор находится Дом Эстерки, в котором, как  считается, она проживала (улица Краковская, 46). Этот дом с 1986 года является филиалом краковского Этнографического музея. В Жешуве, Радоме и Опочно также находятся дома, названные её именем. В Опочно этот дом находится на улице Костюшко, 15 возле Королевского дворца и сегодня является одним из городских памятников.
- Именем Эстерки названа улица Эстеры в Кракове.

## Источник
- Эстерка // Еврейская энциклопедия Брокгауза и Ефрона. — СПб., 1908—1913.
- Esterke // Encyclopaedia Judaica (англ.) / Ed. Fred Skolnik[англ.], Michael Berenbaum[англ.]. — Second edition. — Detroit: Macmillan Reference USA[англ.], 2007. — Vol. 6 (Dr-Feu). — P. 95. — ISBN 978-0-02-865934-3.
- Ян Длугош «Roczniki, czyli kroniki sławnego Królestwa Polskiego» Том 1-2. — 1961. Варшава
- Rafał Jaworski, Legenda Estery, Rzeczpospolita z 21 kwietnia 2008
- Ludwik Gumplowicz, Prawodawstwo polskie względem Żydów, Kraków 1867
- Korwin Kochanowski Kazimierz Wielki: zarys żywota i panowania, Warszawa 1899
- Świeżawski, Esterka i inne kobiety Kazimierza Wielkiego, Warszawa 1882 (недоступная ссылка)